# Rotació

Els cavallets són un exemple de sistema en rotació

La rotació o moviment de rotació és el moviment d'un cos al voltant d'una recta anomenada eix de rotació. Tots els punts del cos en rotació descriuen circumferències amb els seus centres alineats i fixos. En el cas d'un sòlid rígid, un sistema de partícules al qual la distància entre dues partícules qualsevol es manté constant, no es pot negligir l'efecte de l'energia de rotació sobre la dinàmica de la seva rotació. Quan un sòlid es mou, sigui de la manera que sigui, sempre és possible descompondre el seu moviment per a qualsevol moment t en un moviment de rotació i en un altre de translació. El concepte de rotació pertany al domini de la cinemàtica.

## Matemàtiques
En geometria i àlgebra lineal, una rotació és una transformació en el pla o en l'espai que descriu el moviment d'un sòlid rígid al voltant d'un eix. En una rotació pura els punts de l'eix són fixos; dit d'una altra manera, la posició dels punts de l'eix queden en el mateix lloc un cop transformats. Una rotació es diferencia d'una translació, la qual desplaça tots els punts del sòlid per igual i no manté punts fixos, i d'una reflexió, que tomben el sòlid creant-ne una imatge especular. Les tres transformacions descrites deixen inalterades les distàncies entre parelles de punts; són isometries.

## Física

### Conceptes
En el moviment circular cal tenir en compte alguns conceptes bàsics de la cinemàtica i dinàmica del mateix:
- Eix de gir: és la línia recta al voltant de la qual es realitza la rotació, aquest eix pot romandre fix o variar amb el temps però per a cada instant concret és l'eix de la rotació (considerant en aquest cas una variació infinitesimal o diferencial de temps). L'eix de gir defineix un punt anomenat centre de gir de la trajectòria descrita (O).
- Arc: partint d'un centre fix o eix de gir fix, és l'espai recorregut en la trajectòria circular o arc de radi unitari amb el qual es mesura el desplaçament angular. La seva unitat és el radiant (espai recorregut dividit entre el radi de la trajectòria seguida, divisió de longitud entre longitud, adimensional per tant).
- Velocitat angular: és la variació del desplaçament angular per unitat de temps ({\displaystyle \omega }).
- Acceleració angular: és la variació de la velocitat angular per unitat de temps ({\displaystyle \alpha }).

En dinàmica dels moviments curvilinis, circulars i / o giratoris es tenen en compte a més les següents magnituds:
- Moment angular (L): és la magnitud que en el moviment rectilini equival al moment lineal o quantitat de moviment però aplicada al moviment curvilini, circular i / o giratori (producte vectorial de la quantitat de moviment pel vector posició, des del centre de gir al punt on es troba la massa puntual).
- Moment d'inèrcia (I): és una qualitat dels cossos que depèn de la seva forma i de la distribució de la seva massa i que resulta de multiplicar una porció concreta de la massa per la distància que la separa l'eix de gir.
- Moment de força (M): o parell motor és la força aplicada per la distància a l'eix de gir (és l'equivalent a la força agent del moviment que canvia l'estat d'un moviment rectilini).

### Dinàmica del moviment circular

#### Acceleració tangencial i acceleració normal
En els moviments circulars l'acceleració es pot descompondre en dues components: una de perpendicular a la direcció del moviment, l'acceleració normal o centrípeta, i l'altra en la mateixa direcció que el moviment, l'acceleració tangencial.
L'acceleració tangencial ({\displaystyle {\vec {a}}_{t}}) mesura el canvi de la velocitat del mòbil en el temps. És un vector tangent a la trajectòria i, per tant, paral·lel al vector velocitat lineal. El seu valor pot ser zero (MCU). Matemàticament es defineix com el producte vectorial de l'acceleració angular ({\displaystyle {\vec {\alpha }}}) per la posició de la partícula ({\displaystyle {\vec {r}}}):
Vectorialment: {\displaystyle {\vec {a}}_{t}={\vec {\alpha }}\times {\vec {r}}}
En mòdul: {\displaystyle a_{t}=\alpha \cdot R}
L'acceleració normal ({\displaystyle {\vec {a}}_{n}}) és aquella provocada per les forces centrípetes que originen el moviment circular. La seva direcció és perpendicular a la trajectòria, apuntant sempre cap al centre de gir. És present en qualsevol moviment circular i el seu mòdul es pot calcular segons la següent expressió:
{\displaystyle a_{n}={\frac {{v}^{2}}{R}}}
Substituint la velocitat lineal {\displaystyle {\vec {v}}} per la velocitat angular {\displaystyle {\vec {\omega }}} (on {\displaystyle {\vec {v}}={\vec {\omega }}\times {\vec {r}}}), obtenim:
{\displaystyle {\vec {a}}_{n}={\frac {{\vec {v}}^{2}}{\vec {r}}}={\frac {\left({\vec {\omega }}\times {\vec {r}}\right)^{2}}{\vec {r}}}={\frac {{\vec {\omega }}^{2}\times {\vec {r}}^{2}}{\vec {r}}}={\vec {\omega }}^{2}\times {\vec {r}}}
Aquestes magnituds estan relacionades amb l'acceleració total que suporta la partícula en moviment segons la següent expressió:
Vectorialment: {\displaystyle {\vec {a}}={\vec {a}}_{t}+{\vec {a}}_{n}}
En mòdul: {\displaystyle a={\sqrt {{a_{t}}^{2}+{a_{n}}^{2}}}}

#### Força centrípeta
És aquella força resultant que crea l'acceleració normal. S'obté com la suma de totes les forces de direcció perpendicular a la trajectòria, considerant positives aquelles que apunten cap al centre de gir i negatives les altres. És per tant perpendicular a la trajectòria de la partícula. La seva existència és imprescindible per obtenir un moviment circular. En mòdul es pot expressar:
{\displaystyle F_{c}=\sum {F_{\bot }}=m\cdot a_{n}=m{\frac {v^{2}}{R}}=m\omega ^{2}R}

## Casos notables
Hi ha rotació en molts fenòmens relacionats amb la vida diària. L’anàlisi de cada cas concret o, si més no, la simple constatació del gir considerat, hauria de palesar la importància del moviment general objecte de l’article.
|  | A l'esquerra fotografia del cel nocturn. Una exposició de més de set hores mostra les traces dels estels, en rotació aparent I relativa a la Terra. |

|  | La roda és un dels grans invents de la humanitat. Sense els vehicles de rodes la civilització no seria la mateixa. Lògicament, quan un vehicle amb rodes es desplaça sobre el paviment (o similar) les rodes giren. |

|  | La figura mostra una centrifugadora de sobretaula de laboratori. Funciona basant-se en el moviment de rotació d’un rotor porta-provetes. La força centrífuga força la precipitació (o selecció) dels sòlids en suspensió cap al fons de les provetes. |

|  | Reproducció d ‘una fona balear a la imatge. Tirar un projectil amb una fona suposa un moviment de rotació previ del projectil |

|                                                                                            | Moltes armes de foc tenen una ànima ratllada o estriada. La rotació del projectil augmenta l'estabilitat de la trajectòria i la precisió del tret. - Les anomenades "xispes" catalanes eren pedrenyals amb canó estriat. Que provocava la rotació de la bala. - 1675. “Gispeliers” francesos, armats amb carrabines inspirades en les de “xispa” catalanes. Sébastien Le Prestre de Vauban insistia que les "gispes" catalanes eren millors que els fusells de l'època. - 1678. Elogi de les “gispes” catalanes. \| « \| “... m'envoyerent dire qu'ils voyoient un homme dans le grand chemin de Barcelonne à Gironne, qui avoit la mine d'estre quelque chose, & à qui l'on voyoit une gispe sur l'épaule, qui est une espece de fusil, mais beaucoup meilleur & plus juste.”. …m'enviaren a dir que veien un home al camí ral de Barcelona a Girona, que tenia tota la pinta de ser algú important, i que duia una “xispa” penjada a l'espatlla, que és una mena de fusell, però millor i més precís… \| » \| \| — Relation de ce qui s'est passe en Catalogne. -Paris, G. Quinet 1678 Per..... de Caissel. \| \| \| |   |
| «                                                                                          | “... m'envoyerent dire qu'ils voyoient un homme dans le grand chemin de Barcelonne à Gironne, qui avoit la mine d'estre quelque chose, & à qui l'on voyoit une gispe sur l'épaule, qui est une espece de fusil, mais beaucoup meilleur & plus juste.”. …m'enviaren a dir que veien un home al camí ral de Barcelona a Girona, que tenia tota la pinta de ser algú important, i que duia una “xispa” penjada a l'espatlla, que és una mena de fusell, però millor i més precís… | » |
| — Relation de ce qui s'est passe en Catalogne. -Paris, G. Quinet 1678 Per..... de Caissel. | |   |

|  | La fotografia mostra la locomotora de vapor de Richard Trevithick's (any 1802). El gran volant d’inèrcia regularitzava la marxa de la màquina i permetia superar els punts morts. No cal dir que el volant tenia un moviment de rotació. |

|  | La rotació de la roda de la ruleta determina la sort de les persones qui hi juguen. |

## Altres casos
A més dels casos indicats més amunt, hi ha dispositius que basen una part important del seu funcionament en un moviment de rotació.

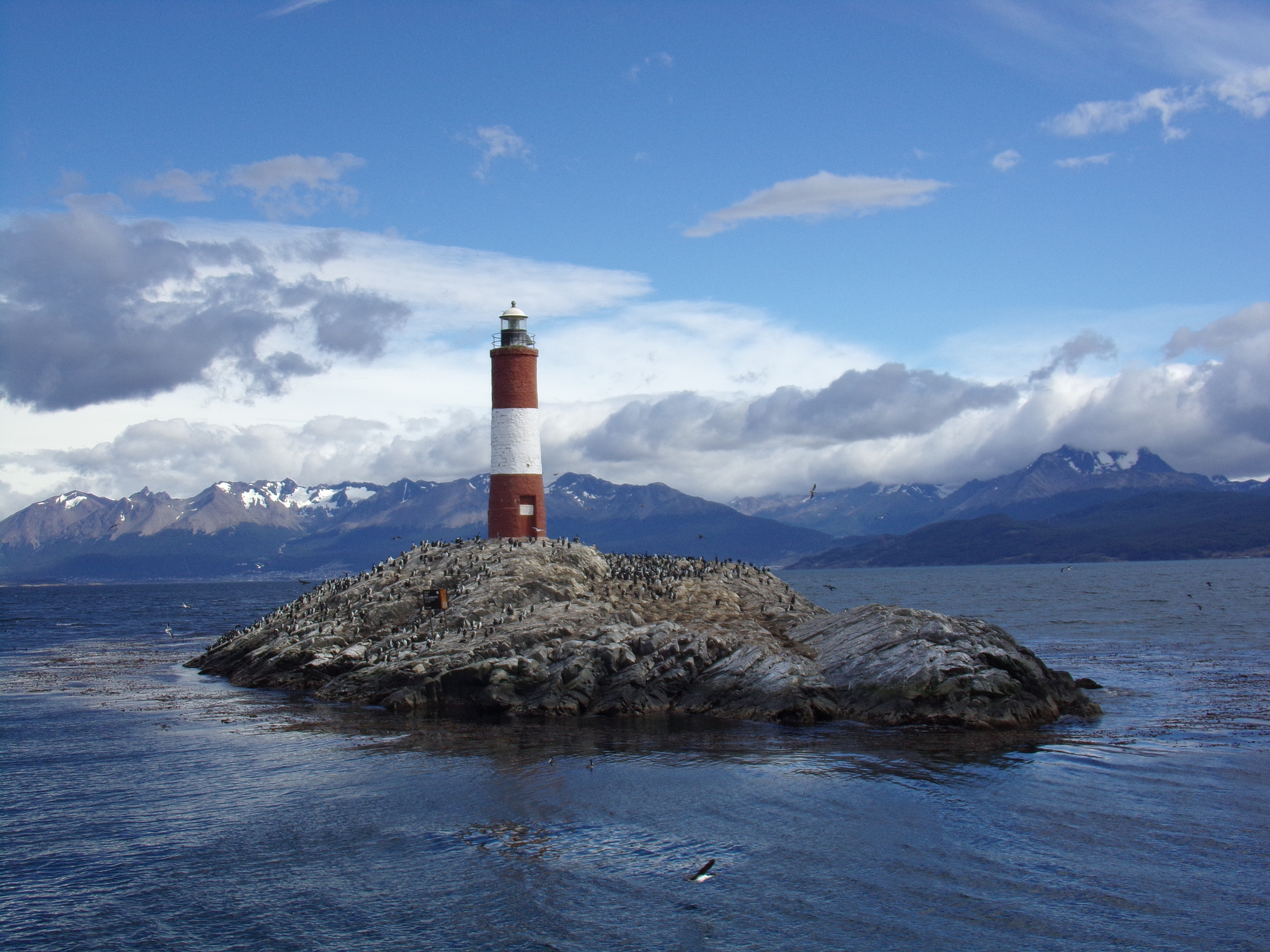
Far de la fi del món a Ushuaia, Argentina. En molts fars els feixos de llum són giratoris.
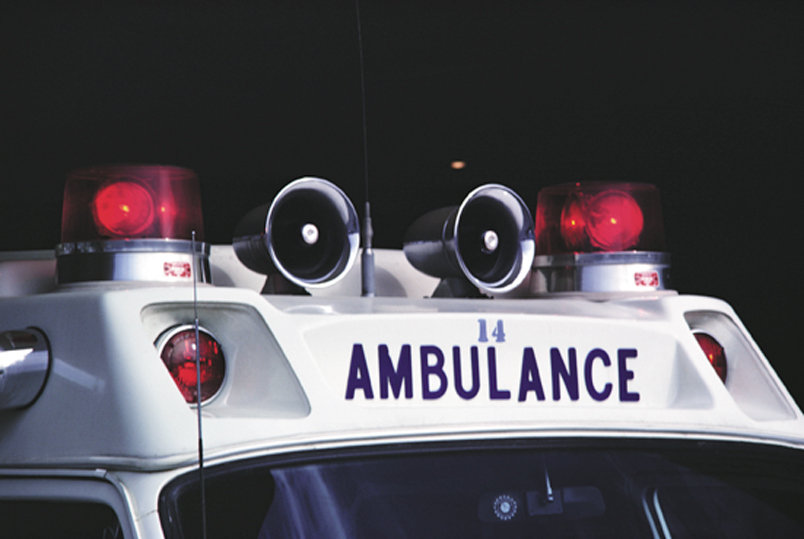
Ambulància amb dues llums d’emergència giratòries.

Mola de sobretaula. La rotació de les moles permet un mecanitzat previsible i fàcil.
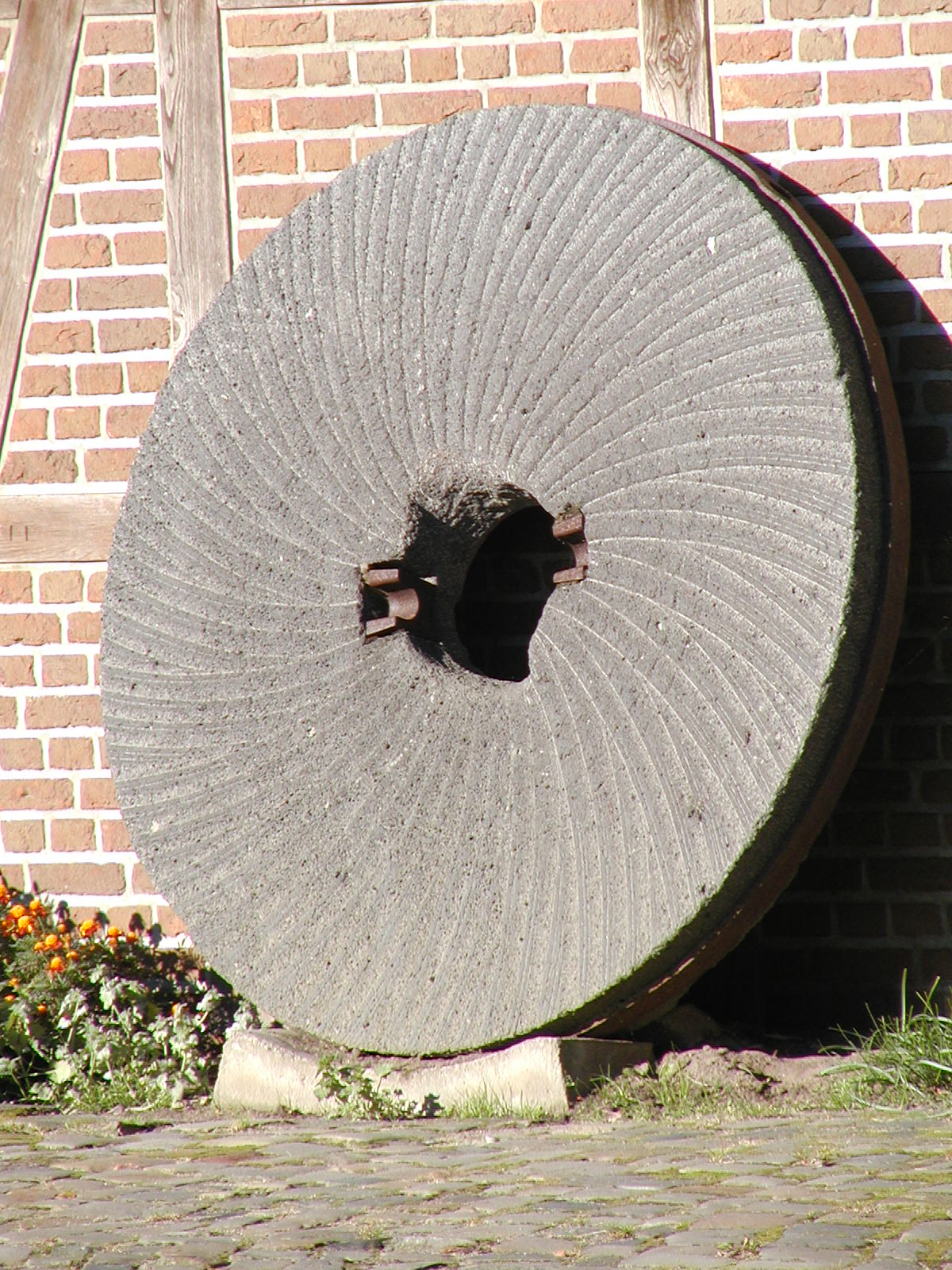
Mola de molí. En un joc de pedres de molí la mola inferior (llitigal,[12] jussana, sotana o registre) era fixa. La mola superior (cossera, volant, cooedora o sobirana) girava.

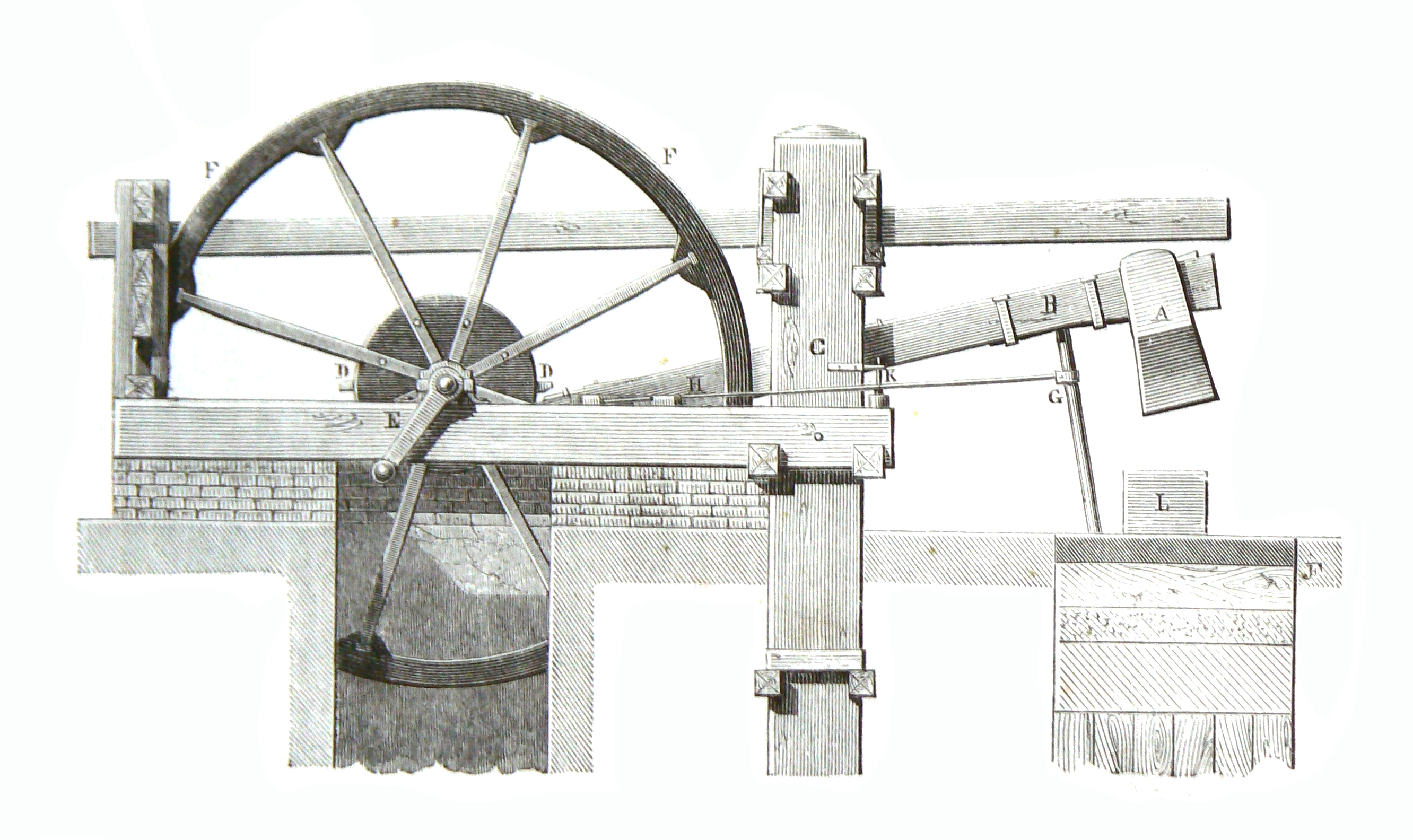
Il·lustració d'un martinet de farga, Curs de mecànica de Delaunay Ch, Edició de 1868.
Animació informàtica del funcionament d'un arbre de lleves. Vegeu la rotació de l'arbre.[15]

## Organització social
Moltes tasques col·lectives s’organitzen per rotació: torns, guàrdies, dades de vacances,etc... El sistema de rotació permet igualar i equilibrar els aspectes bons o dolents de treballs o beneficis, per part d’un conjunt de persones afectades. Per exemple, si en un equip de cent persones treballadores només deu (10) han de fer horari nocturn, és freqüent organitzar un sistema de torns per fer rotacions.